# Lübeckisches Lehrer-Seminar
Das Lübeckische Lehrer-Seminar war ein zu Beginn des 19. Jahrhunderts in Lübeck von der Gesellschaft zur Beförderung gemeinnütziger Tätigkeit gegründetes Lehrerseminar.

## Geschichte

### Vorgeschichte
Der Gedanke an ein eigenes Schullehrer-Seminar war bereits gekommen, als die lübeckischen Schulverhältnisse und die Anforderungen des sich entwickelnden Lebens stetig divergierten.
Alle Versuche Anfang des 19. Jahrhunderts das tiefe Niveau der Volksbildung zu heben, gingen von der Gesellschaft zur Beförderung gemeinnütziger Tätigkeit aus. Die dazu gemachten Vorschläge des Predigers Behn zur Wandelung der sogenannten Trivialschulen enthielten erstmals den Gedanken ein eigenes „Schulmeister-Seminarium“ in Verbindung mit dem Waisenhaus ins Leben zu rufen. Lehrer waren bisher nur ehemalige Bedienstete oder Tischler-, Perückenmacher-, Schuster-, Bäcker- und Schneidergesellen. Die von der Gesellschaft gegründete Kommission beschloss jedoch statt des Seminars im Behnschen Sinne eine Armenschule als Musterschule zu gründen. Dies blieb aber ein Projekt.
Zwei Monate nach der Niederlage Blüchers nahm ein, nachdem der Prediger Petersen ähnliche Anträge stellte und das Problem von deren Finanzierung nicht mehr bestand, gegründetes Komitee den von Petersen erstatteten Bericht entgegen. Nach der Ablehnung des Angebotes aus Hannover, jedes Jahr im dortigen Seminar einige Lübecker unentgeltlich auszubilden, schlug man die Gründung einer eigenen Lehrerbildungsanstalt, zunächst als Provisorium für 2 bis 3 Jahre, vor. Der Lehrplanentwurf umfasste Lesen, Schreiben, Rechnen, Deutsche Sprache, Religion, Methodik, Singen und Melodieführen, Geographie, Naturgeschichte, Naturlehre, Weltgeschichte, Technologie und bedingungsweise Musik. Neben der unentgeltlichen Tätigkeit waren die sieben Lehrer verpflichtet, den Unterricht vorläufig in ihren eigenen Wohnungen zu geben. Die Deliberationsversammlung der Gesellschaft stimmte den Anträgen zu und gründete somit prinzipiell das Lübecker Lehrerseminar. Seine Lehrerschaft bildeten der Assessor, v. d. Hude, Münzenberger, Petersen, der Kandidat Lamprecht, sowie der Lehrer Ehlers (den nach einem halben Jahr Gläser ersetzte) und auf Honorarbasis der Chorpräfekt Frohn.

### Schullehrer-Seminar

#### Lübeckische Franzosenzeit
Ein für den Lehrerstand bestimmter konfirmierte Knabe trat zu seiner fünfjährigen Lehrzeit mit einem Schulinhaber in Kontakt. Bis 1811 blieb er auch nach beendeter Lehrzeit in einem Abhängigkeitsverhältnis zu seinem Lehrherrn. Ohne die Erlaubnis des Lehrherrn durfte er weder an einer anderen Anstalt unterrichten, noch Privatstunden geben. Auch im Falle, dass er die Erlaubnis hatte, hatte er die Hälfte seines Honorars an seinen Spiritus rector abzuführen. Dieses Dienstverhältnis bestand für den Ausgelernten, bis er eine feste Anstellung fand oder Lübeck verließ.
Das Interesse der Schulinhaber war es, diesen Zustand zu konservieren, also standen sie aus Gründen des eigenen Wohlergehens der Seminartätigkeit ablehnend gegenüber.
Im Jahre 1807, seit 1806 war Lübeck unter Französischer Vorherrschaft, war die Stadt ein Bild der Zeit im Kleinen. Obwohl hier Stillstand und lähmende Entmutigung herrschte, sollte 1807 die Wiedergeburtsjahr des Nationalen Gedankens, sondern durch die Gründung des Lehrer-Seminars äußerster Angelpunkt des lübeckischen Schulwesens werden.
Am 6. April 1807, seine ursprünglich vorgesehene Eröffnung zu Michaelis 1806 wurde durch die politischen Verhältnisse vereitelt, fing der erste zweijährige Kursus an und bestand aus den drei Zöglingen Haase, Unterlehrer und der Breymannschen Realschule, Westphal, Unterlehrer an der Domschule und dem ehemaligen Handlungsgehilfen Richter. Die Erfolge des ersten Seminarkursus fanden im Dekret vom 11. Oktober 1809 erstmals höchste offizielle Anerkennung.
Die Behörden, deren Beratungen über die Reorganisation des niederen Schulwesens fortschritten, richteten gegen Ende des Kursus durch den Syndicus Curtius an die Vorsteherschaft des Seminars die Aufforderung einen Entwurf zur Einrichtung der Schulen vorzulegen. Ein durch Pastor v. d. Hude im Auftrag des Seminarvorstands ausgearbeiteter Organisationsplan hatte dann auf die 1810 erfolgte Neuordnung des freistaatlichen Schulwesens maßgebenden Einfluss.

#### Deutscher Bund
Mit der nach der Schulordnung von 1817 endenden Dienstbarkeit der Schulmeistergehilfen, ohne dass an die Stelle des Beseitigten eine neue gesetzliche Regelung trat, war ein über den Bedarf an Lehrkräften hinausgehende Lehrlingsausbildung durch die Schulinhaber zu verzeichnen. Da diese Art des Lehrerbildungswesens auf keiner hohen Stufe stand und zudem weit davon entfernt war, sich positiv auf die Volksschulen auszuwirken, begründete die Seminarvorsteherschaft in einer im April 1846 an den Senat gesandten Eingabe. Aus jenen Darlegungen resultierte der Antrag, dass in Zukunft jene Stellen nur von Seminaristen besetzt werden mögen. Da der Staat bis dahin wenig für die Hebung des Volksschulwesens getan hatte, bedeutete der Antrag der Vorsteherschaft ein ungewöhnliches Maß an Eigeninitiative.
Aufgrund der beschränkten Aufnahmefähigkeit des lübeckischen Schulwesens war jedoch dessen Folgezeit zu dessen Beginn nicht unbedingt als hoffnungsvoll zu sehen. Die Tätigkeit des Seminars ruhte nun bis zum Beginn des achten Kursus volle sieben Jahre. Der Freistaat besaß 1836 außer den Schulen der Landgemeinden 24 Volksschulen, darunter 3 Knaben-Mittelschulen, 2 Mädchen-Mittelschulen, 5 Elementarschulen für Knaben, 3 Torschulen, 3 Armenschulen, 3 Schrödersche Freischulen, die Waisenhaus-, Industrie- und Jenische Freischule. Das Katharineum, die höhere Bürgerschule, 6 Privat-Knaben- und 25 Privat-Mädchenschulen (letztere wurden 1816 um 42 vermindert) vervollständigten das Chaos des öffentlichen Unterrichts. Der Gesamtbedarf an festangestellten Lehrern belief sich jedoch lediglich auf 36. Es wurden Versuche unternommen die Dominanz der Geistlichkeit im Seminar, da jener scheinbar zur Stagnation der Weiterentwickelung des Seminars geführt hatte, zu Gunsten des der Gemeinnützigen zurückzudrängen. Der von der Vorsteherschaft der Anstalt ausgehende Verstaatlichungsgedanke wurde jedoch bei der Deliberationsversammlung vom 21. April 1846 abgelehnt. Dennoch bedeutete die dort vom Seminarvorstand abgegebene Erklärung die fast völlige Aufgabe des von Petersen verteidigten Standpunkts. Das Seminar war von da an ein integrierender Bestandteil der Gesellschaftsorganisation und ein von ihr und ihrem Einfluss abhängiges Institut. Im Jahre 1862 wurde dieser gewonnene Einfluss energisch zur Reorganisation des Seminars aufgerufen. Um Aufschluss über die nach wie vor vorhandenen Unklarheiten über die Tätigkeiten der Anstalt zu erhalten, wurden kategorisch die endliche Bekanntgabe seines Lehrplans und der Lehrziele verlangt.
Als zu Ostern 1848 der 10. Kursus endete, wegen der kommunalpolitischer Unruhen der nächste Kursus erst vier Jahre später an, endete 1855 und nach einer weiteren dreijährigen Pause begann 1858 der nächste Kursus.
Am 22. April 1857 feierte das Seminar sein 50-jähriges Jubiläum. Die Schulen im lübeckischen Landgebiete waren alles andere als Volksbildungsstätten. Zu niedrig dotiert kamen sie für die Besetzung durch Seminaristen überhaupt nicht in Betracht. Das in den Lehrerstellen des Landgebietes nur Professionisten waren, will heißen Lehrer die nebenher schusterten oder schneiderten um nicht zu verhungern war bekannt. So unterrichtete zur Zeit des 50-jährigen Seminarjubiläums in Malkendorf ein Schneider, in einem anderen Dorfe leitete eine Greisin den primitiven Unterricht oder andere Dorfschulmeister waren gezwungen am Sonntag mit der Fidel zu Tanze aufzuspielen.
Das völlige Versagen der staatlichen Verwaltung in den Schulreformbestrebungen ist bis zur Gesetzgebung der 1860er Jahre eine der markantesten Schattenseiten in der Seminargeschichte. Eine jede Revision der Seminarverfassung blieb unter dem Druck der Verhältnisse resultatlos. Die Tätigkeit des Instituts wurde für das niedere Schulwesen fast wirkungslos, solange das Katharineum und höhere Privatschulen die Mehrzahl der Seminaristen aufnahm. Seit 1857 lag die Bildung der Zöglinge in den Händen solcher Lehrer (Meister), die bereits aus dem Seminar hervorgingen. Erst mit dem 1863 erlassenen die evangelisch-lutherischen Landschulen betreffenden Gesetz hoben sich die Unterrichtszustände des Landes. 1864 wurde das Oberschulkollegium erschaffen, und 1867 trat das Gesetz betreffend das Unterrichtswesen im lübeckischen Freistaate in Kraft.

#### Deutsches Reich

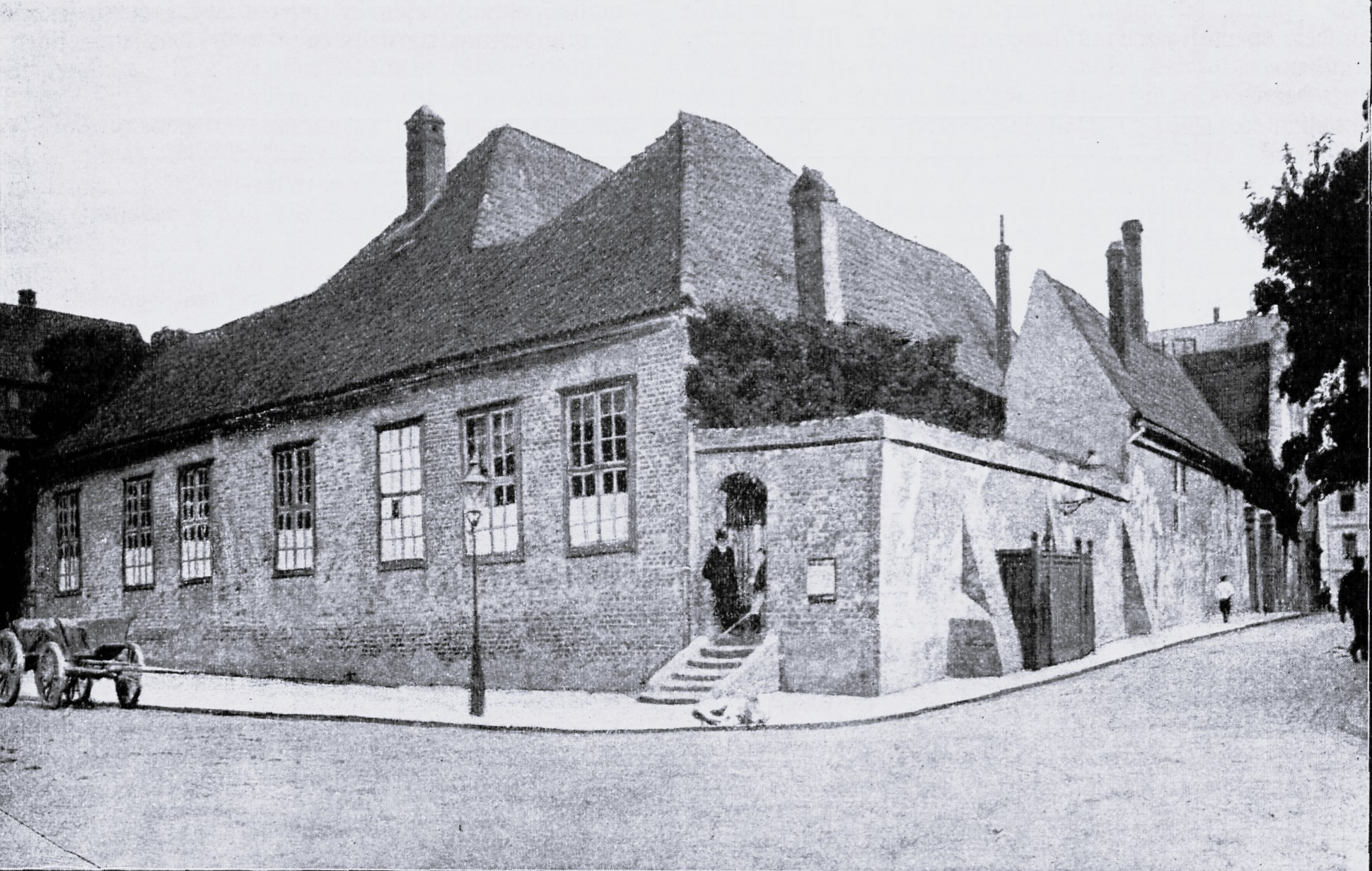
Gewerbeschule

Der Rats- und Bürgerbeschluss vom 27. April 1874 schuf den Beruf des Schulrats. Dieser hätte auch im Falle der Umwandlung des Seminars dessen Leitung zu übernehmen. Georg Hermann Schröder, der erste lübeckische Schulrat, wurde am 18. Januar 1875 in sein Amt eingeführt. Auf Ersuchen der Vorsteherschaft des Seminars trat er diesem 1877 bei und verblieb dort bis zur Verstaatlichung des Seminars. Der oberste Beamte der Oberschulbehörde wurde 1876 vom Oberschulkollegium in eine Sektion zur Revision des Oberschulgesetzes eingesetzt. Da sich diese auch mit der Lehrerbildung beschäftigte, legte sie 1877 dem Seminarvorstand nahe, „auf eine bessere Vorbereitung der Präparanden und eine mehr einheitliche Leitung Bedacht zu nehmen“. Dieselbe Kommission unterbreitete ihm 1879 einen „Lehrplan für dem Unterricht der Seminaristen“ sowie den Entwurf einer „Ordnung für die Aufnahmeprüfung und für die in Gegenwart eines Commissarius der Oberschulbehörde abzuhaltende Entlassungsprüfung“ und erbat deren Einverständnis. Sie waren vom Schulrat nach preußischem Vorbild ausgearbeitet worden. Ab 1880 wurden daraufhin die Jahresberichte nicht mehr an die Gemeinnützige, sondern die Oberschulbehörde eingereicht.
Mit dem Unterrichtsgesetz von 1885 wurde das gesamte „Unterrichts und Erziehungswesen“ des Freistaates der Aufsicht und Leitung der Oberschulbehörde unterstellt. Gemäß Artikel 85 des neuen Gesetzes wurde die Stellung des Seminars zur Oberschulbehörde festgelegt und dessen Vorsteherschaft hörte auf selbstständig zu sein. Das 80-jährige Provisorium war beendet. Die mit der preußischen Regierung am 17. August 1888 getroffene Vereinbarung legte fest, dass die Entlassungsscheine des Seminars auch in Preußen anerkannt wurden. Ab dem 30. Juni 1897 – seit dem 1. April des Jahres verfügte Lübeck über sein eigenes Infanterie-Regiment – war das Seminar dazu berechtigt, Zeugnisse für den Einjährig Freiwilligen Militärdienst auszustellen.
Im Kaiserreich trat an die Stelle des Lehrerüberflusses der vergangenen Jahrzehnte mit dem steigenden Bedürfnis an Lehrkräften ein Lehrermangel. Die vom Schulrat begonnene Neuordnung des Lübeckischen Volksschulwesens brauchte einen fähigen und umfangreichen Lehrkörper. Da die „alte Seminarorganisation“ sich diesen Anforderungen nicht mehr gewachsen zeigte, entschied sich die Vorsteherschaft 1891 zur Einführung des Klassensystems sowie zur jährlichen Einberufung eines neuen Kursus'.

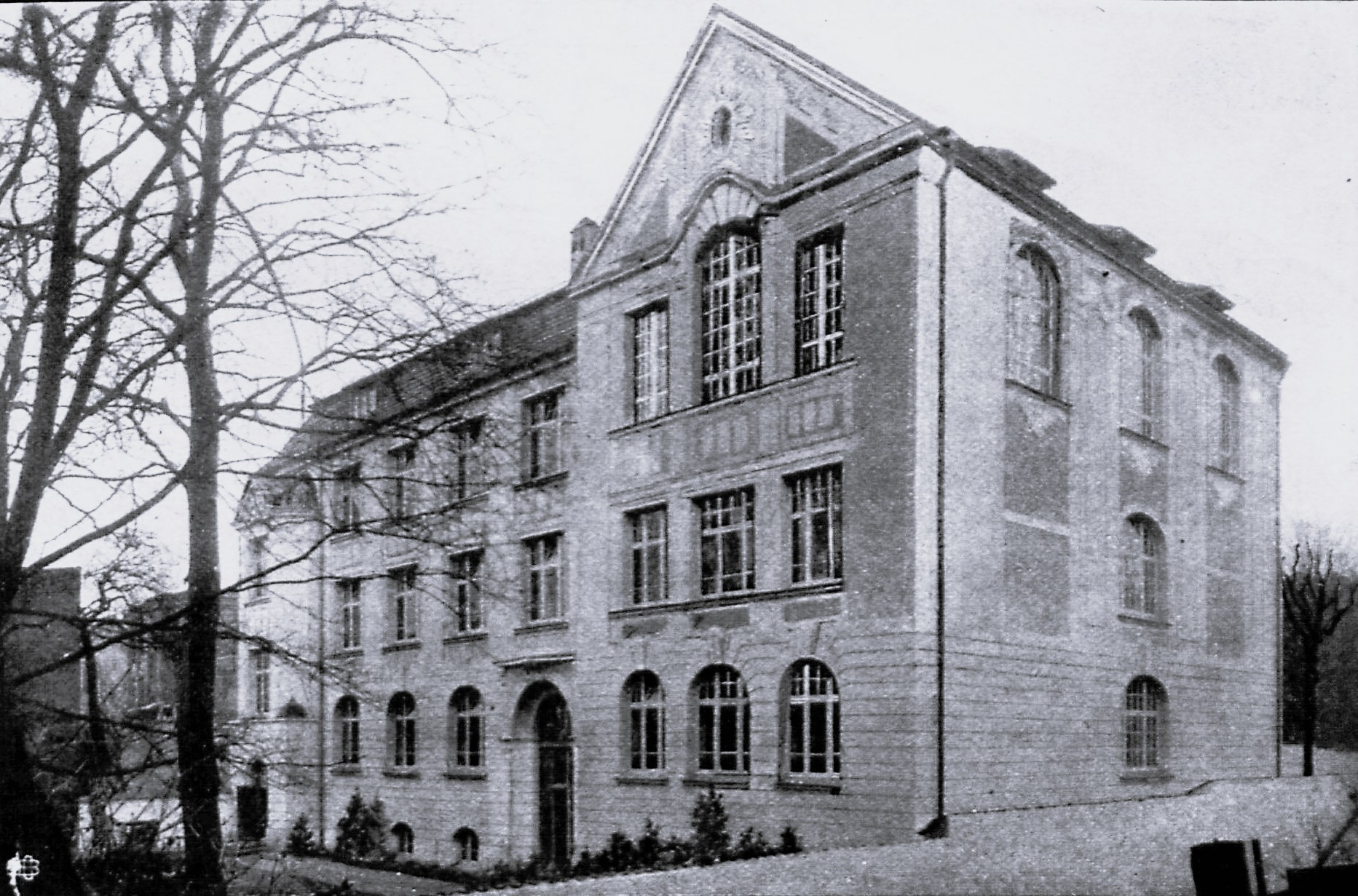
Schullehrer-Seminarhaus

Aus einem staatlich anerkannten Institut der Gemeinnützigen wurde das Seminar Michaelis 1903 nach den Reorganisationen des Schulrates Georg Hermann Schröder in eine Staatsanstalt unter der Einrichtung einer eigenen Seminarübungsschule umgewandelt. Im Oktober bezog es sein erstes eigenes Schullehrerseminar-Gebäude. Es war, ein hoher reich gegliederter Putzbau, im hinteren Teil des einst Fehling'schen Grundstückes neben dem Garten des Hauses der Gemeinnützigen, nach der Glockengießerstraße an das Grundstück der Mittelschule grenzend, mit der repräsentativen Front über Langs Torweg nach dem Langen Lohberg angelegt worden. Über der Haupttür mahnte die Inschrift „Erkenne dich selbst“ den Bildungssuchenden zur Prüfung des eigenen „Ichs“. Dieser Spruch zierte einst den Apollotempel in Delphi. Die über neun Jahrzehnte hinweg ehrenamtliche Unterrichtserteilung wich eines im Hauptamt tätigen akademisch gebildeten Direktor mit einem fest angestellten Lehrkörper.

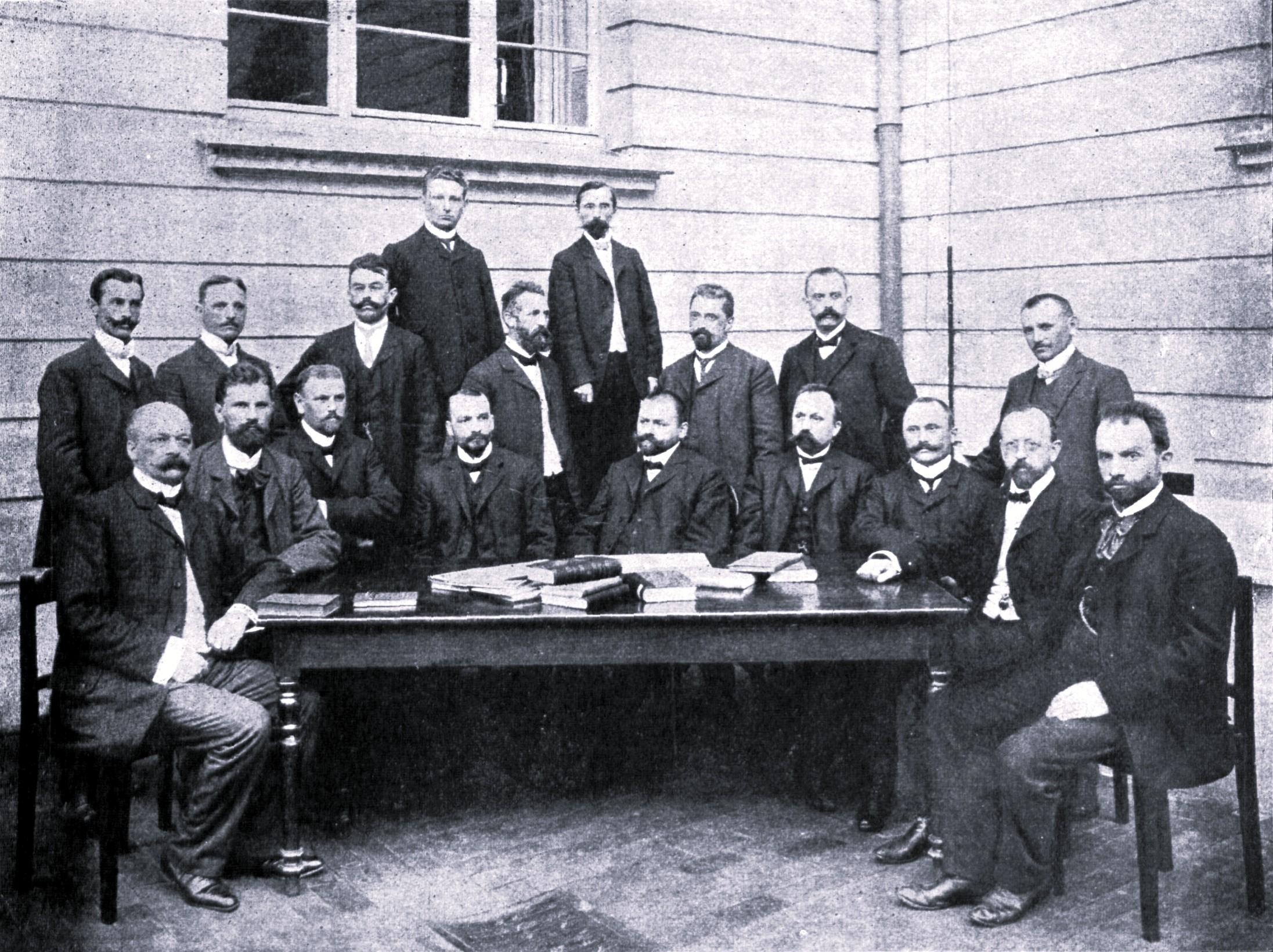
Lehrkörper (1907)

Das nun reorganisierte Institut bestand zunächst aus drei aufsteigenden Klassen mit einjähriger Lehrdauer. Ab Ostern 1907 wurde die Seminargestaltung analog der Sächsischen Seminareinrichtung zum Sechsklassensystem, in dem die Präparandenanstalt aufging, erweitert. Zu jener Zeit umfasste der Lehrkörper den Direktor, einen akademisch gebildeten Oberlehrer, 3 Seminarlehrern, einem Zeichenlehrer, 3 Lehrern und Hilfskräften in erforderlicher Anzahl.
Da äußere Umstände veranlassten, das der historische Tag der Seminar-Eröffnung ohne größere Feierlichkeiten vorüberging, wurde die mit der Anstalt in Stadt und Land tätige verbundene Lehrerschaft am 11. und 12. Oktober 1907 versammelt. Die Ältesten von ihnen entstammten dem 12. und 13. Seminarkursus.
Die neue Schulverfassung bildete die Grundlage für den endgültigen Ausbau der Lehrerbildung. Der neue Lehrplan von 1909 teilte sie in zwei scharf voneinander abgegrenzte Abschnitte. So umfasste die wissenschaftliche Ausbildung 4¾ Jahre und die pädagogische Ausbildung 1¼ Jahre. So erreichte das Lübeckische Seminar als das erste unter den deutschen Lehrerbildungsanstalten die völlige Trennung der Allgemein- von der Fachbildung. Sein Lehrplan wurde vorbildlich für eine Reihe von Lehrerbildungsgesetzen anderer Staaten. Direktor Albin Möbusz verfolgte das Ziel die Allgemeinbildung der Seminaristen so weit zu heben, dass deren Abschlussprüfungen am Ende des Lehrganges den Reifeprüfungen an den höheren Knabenschulen gleichwertig seien. Abiturienten konnten jetzt auch den Beruf des Volksschullehrers erlernen, da sie ohne Aufnahmeprüfung in den pädagogischen Kursus eintreten durften. Von dieser Möglichkeit wurde steigender Gebrauch gemacht und nach dem Kriege bestanden zeitweilig die Klassen nur aus Abiturienten. Das Lübeckische Lehrerbildungswesen stand unmittelbar vor dem Standpunkt, den die „neue preußische Lehrerbildung“1928 einnahm. Seit der Auflösung der Lehrerinnenbildungsanstalt wurden auch Schülerinnen in das Seminar aufgenommen. Auf diesem Wege fand die Koedukation ihren Eingang. Der Unterbau des Seminars hätte sich in eine Aufbauschule und der Oberbau in eine Lehrerakademie umwandeln lassen.

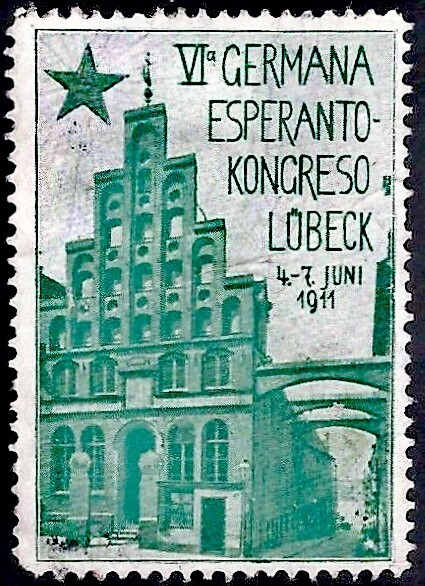
Reklamemarke

Da es Bestrebungen gab, Esperanto als zukünftiges Schulfach einzuführen, wurden die angehenden Lehrer des Seminars auch im Unterricht der auf Ludwik Lejzer Zamenhof zurückgehenden Hilfssprache geschult. Mit ihr als Grundlage würden die anderen Sprachen einfacher zu erlernen sein. Nach nur vier Wochen ist es möglich in ihr zu kommunizieren und nach nur einem Jahr beherrschte man sie vollständig. Es erschien als die Lösung des Weltsprachenproblems und wurde, neben den vier seinerzeitigen Hauptsprachen, bereits seit 1907 auf dem Weltfriedenskongress als Kongresssprache verwendet.
Als der VI. Deutsche Esperanto-Kongress 1911 in Lübeck tagte fand am Abend des 6. Juni in der Marienkirche ein Orgelkonzert unter der Leitung Karl Lichtwarks unter Mitwirkung des Seminarchors statt.

#### Weltkrieg
Der Krieg beendete die weitere Entwicklung des Seminars.

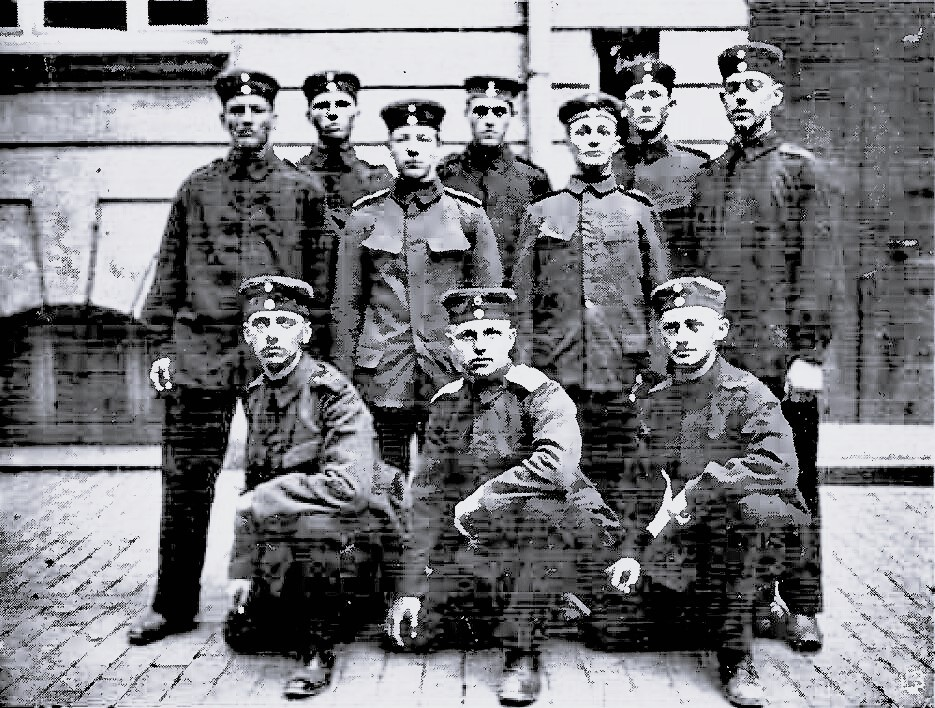
Kriegsfreiwillige Seminaristen im September 1914

Im Zuge der allgemeinen Kriegsbegeisterung schilderten die Lübecker Zeitungen unter anderem wie diese in den Lübecker Schulen ihren Widerhall fand. So waren es im Lehrer-Seminar 49 Seminaristen der oberen Klassen, das war etwa ein Drittel des Gesamtbestandes, die „zu den Fahnen eilten“. Betrübt wurde jedoch vermeldet, dass von den Freiwilligen der ersten Aushebung nur 22 Mann im heimischen Regiment unterkamen und die anderen vorerst „auf später vertröstet werden mussten“.
Als die Seminaristen als Kriegsfreiwillige ins Heer eintraten, leerten sich die Oberklassen kurzfristig fast völlig. Der Unterklassenbetrieb wurde durch häufige Notprüfungen, zu leistende Vertretungen und Nebenarbeiten gestört.
Der letzte von Direktor Möbusz verfasste Jahresbericht ist 1916 veröffentlicht worden.
Bei Kriegsende waren die heimkehrenden Kriegsseminaristen rasch und hinreichend zum Abschluss ihrer Berufsausbildung geführt werden. Hierfür wurde die Einrichtung mehrerer Sonderkurse eingerichtet.

#### Weimarer Republik
Zeitgleich mit der Einrichtung der Sonderkurse begannen die Verhandlungen über den Abbau des Seminars. Die Weimarer Verfassung legte fest, dass alle Lehrer eine akademische Ausbildung zu haben hätten. Wie in Preußen wurde auch in Lübeck das Schullehrer-Seminar zu Ostern 1925 geschlossen.
Zu dem Zeitpunkt der Schließung des 118-jährigen Seminars waren über 70 % der Lübecker Lehrerschaft Absolventen dieses Seminars gewesen.

### Finanzen
Am 7. Januar 1806 trat der Prediger Petersen (der Ältere) mit einem präziseren Programm, als es zuvor der Prediger Behn hatte, vor die Gesellschaft, verwarf gleichfalls die Anwendung von Palliativmitteln und forderte stattdessen die Gründung eines Lübecker Lehrerseminars. Die unklar skizzierte Reform der Volksschulen, die zur Schaffung eines Schul-Kollegiums führen sollte, wurde beraten. Die Finanzierung des Projektes bereitete schwer überwindbare Schwierigkeiten, die Gemeinnützige verhielt sich abwartend und das Projekt drohte der Vergessenheit anheimzufallen. Am 10. März 1806 erschien jedoch ein bis zu seinem Tode nur zwei Personen bekannter Wohltäter, der Kaufmann und Brauereibesitzer Joachim Heinrich Spiller, in Petersens Wohnung und übergab ihm, unter unbedingter Diskretion 2000 Mk. und setzte durch eine hochherzige Bereitstellung von Kapitalien dieser zur Durchführung des Seminarprojektes ein unerwartetes Ende. Bereits am 25. März ernannte die Gemeinnützige ein Komitee zur Prüfung der Vorschläge Petersens.
Die Finanziellen Verhältnisse der Anstalt stabilisierten sich. Durch erneute Zuwendungen Spillers erreichte das Stammkapital 1809 eine Gesamthöhe von 10000 Mk, durch ein Legat der Witwe Fargau im Januar 1810 auf 12000 Mk und erhöhte sich bis zu seiner Verstaatlichung im Jahre 1903 auf 28300 Mark. Das Kapital fiel an den Staat.
Der Unterricht erfolgte unentgeltlich und die Lehrmittel wurden, bis 1834, kostenlos geliefert. Dadurch, dass bis zur Verstaatlichung des Instituts fast nur ehrenamtlich tätige Lehrer in ihm wirkten, wurde das Seminar ein Denkmal „lübeckischen Gemeinsinnes und hanseatischer Beharrlichkeit“.
Ab 1891 bezog die Anstalt eine staatliche Subvention in Höhe von 1800 Mark.
Der Klassenbetrieb stellte an die Finanzen des Instituts bedeutend höhere Anforderungen als davor. Die zur Verfügung stehende Summe aus der staatliche Unterstützung von 1800 Mk., der jährlichen Unterstützung durch die Gemeinnützige von 1000 Mk., die von der Gesellschaft überwiesenen Zinsen des Andreas Schutz'schen und des Gaillard'schen Legats und die Seinareinkünfte waren im Verhältnis zu den Unkosten nicht mehr kostendeckend. Also musste von der Anstaltsleitung, seit Neujahr 1891, ein Schulgeld erhoben werden.

### Seminarteilnehmer
Die an dem Seminar teilnehmende Schülerzahl ist bei der Gründung des Seminars auf maximal sechs normiert worden. Zöglinge der Anstalt sind zudem später bei der Besetzung von Lehrerstellen vorzuziehen gewesen.
Mit dem 1837 mit 16 Zöglingen endenden Kursus war die erste ununterbrochene Aufwärtsbewegung des Seminars, welches über die grundlegende Organisation äußerlich längst hinausgewachsen war, beendet.

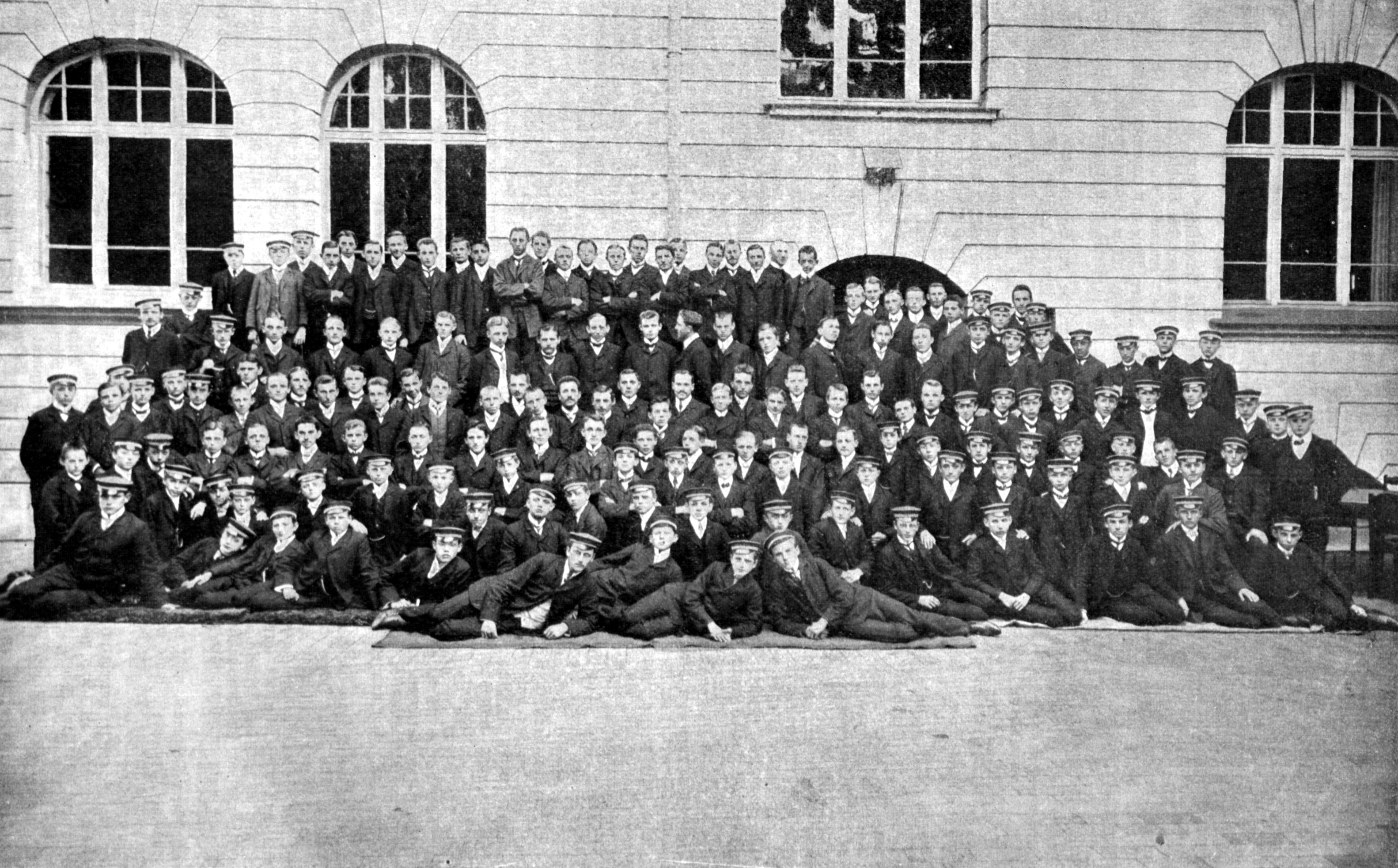
Zöglingsschar (1907)

Mit dem wirtschaftlichen Aufschwung Lübecks im Kaiserreich stieg auch die Frequenz des Institutes. Die Anzahl der Teilnehmer hatte sich vom Beginn des 15. Kursus' zu Ostern 1871 bis zum Neujahr 1890 eröffneten 20. Kursus verdoppelt und stieg weiter an.
Zur Säkularfeier des Seminars nahmen 160 Zöglinge am Unterricht des Seminars teil. Deren Schar setzt sich zusammen aus 89 Einheimischen, 19 Mecklenburgern, 28 Oldenburgern, 23 Preußen und einem Hamburger.

### Präparandenanstalt

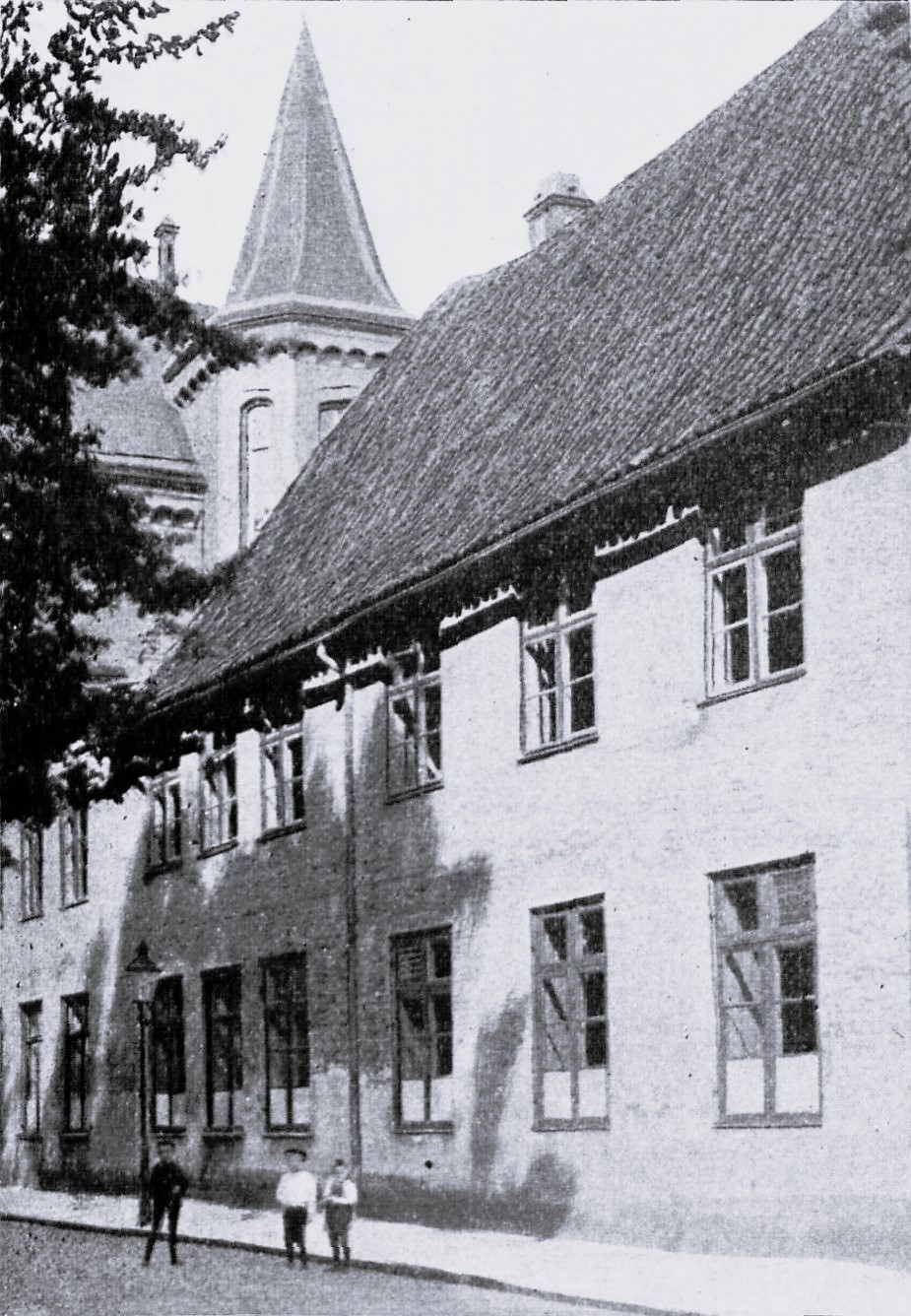
Flügel der 2. Knaben-Mittelschule

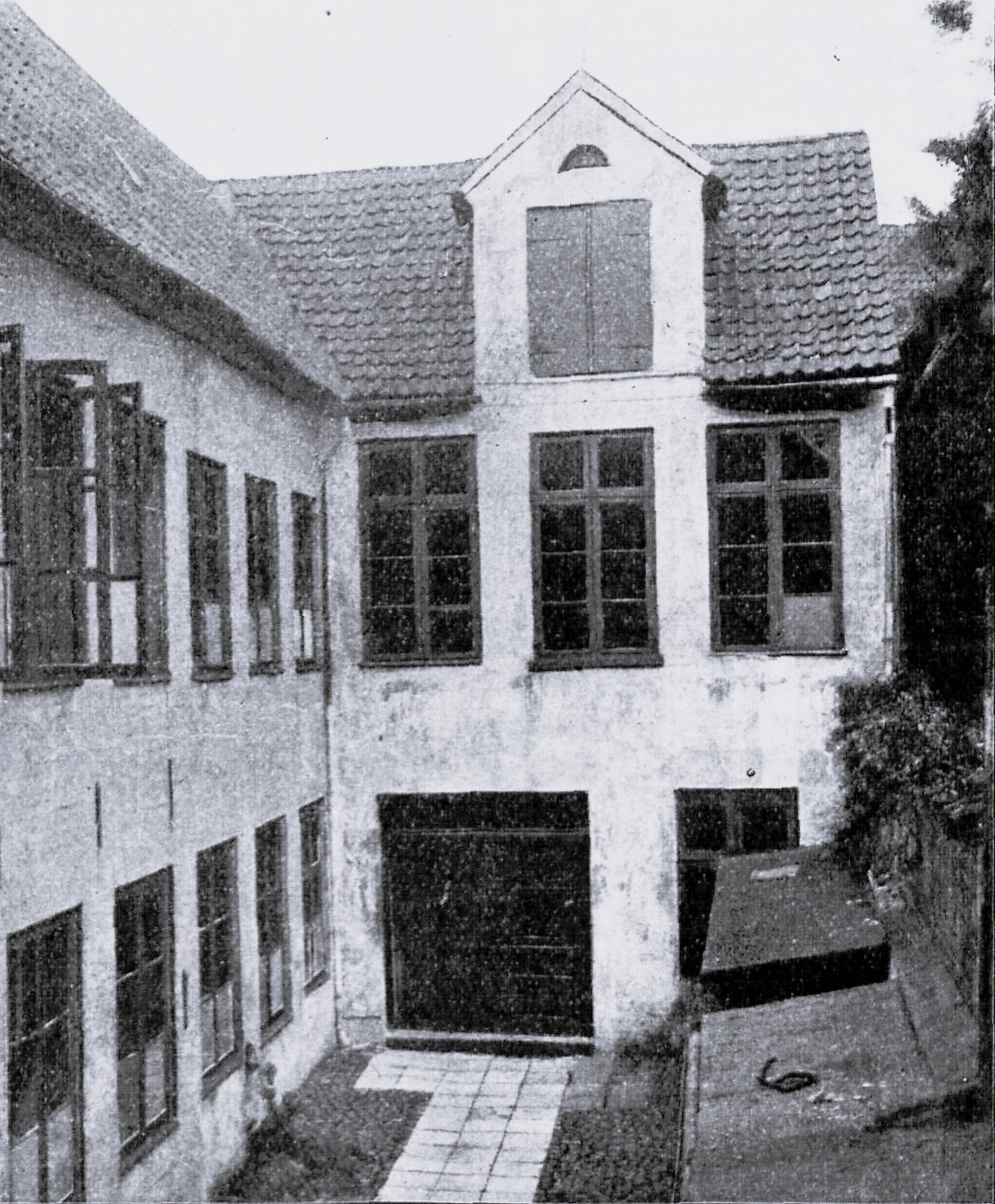
Präparandeum (1903–1907)

Bereits in den ersten Kursen des Seminars sah man, dass eine gründliche Vorbildung der aufzunehmenden Zöglinge für das erfolgreiche Bestehen des Seminars notwendig war. Zur Schließung der Lücke in der Lehrerbildung wurden zwar mannigfache Versuche unternommen, doch keiner, selbst jene aus der Lehrerschaft erwachsenen, war erfolgreich.
Erst als Schulrat Schröder 1887 auf eigenes Risiko eine unter seiner Leitung stehende Präparandenanstalt schuf, erwies sich diese als segensreiche Ergänzung der Seminargestaltung. Das Lehrerkollegium wurde aus Hauptlehrern und Lehrern der örtlichen Schulen konstituiert. Die Anstalt verwaltete von 1887 bis 1891 Hauptlehrer Paul Hempel und wurde dann den Hauptlehrern Gottschalk und Bödeker unterstellt. Bis 1898 war es Brauch, die Präparanden gegen ein Honorar an einzelne Schulen zur Hilfeleistung zu überweisen. Die aus der Finanzierung des das Seminar vorbereitenden Instituts jährlich anwachsenden Schwierigkeiten führten zu deren Auflösung und Verstaatlichung. Die Oberschulbehörde akzeptierte am 24. Februar 1898 die dementsprechenden Anträge des Schulrats und auch Rat und Bürgerschaft stimmten am 27. März 1898 der Verstaatlichung des Präparandeums zu.
Die Anstalt wurde der 2. Knaben-Mittelschule angegliedert und unterstand damit der Leitung Bödekers. Die Entlassungsprüfungen berechtigten zum Eintritt in das Seminar. Nach einem Abkommen mit Preußen wurde diese Berechtigung 1900 auch auf preußische Seminare ausgedehnt. Auf Grund einer Vereinbarung mit der Eutiner Regierung fanden ab 1902 auch Oldenburger Aufnahme in die Anstalt.
Zeitgleich wurde das Institut analog der preußischen „Neuordnung für Seminare und Präparandenanstalten“ reorganisiert. So fand die Aufnahmeprüfung fortan auf Grund des Lehrplanes der achtklassigen Volksschulen in Lübeck statt. Um eine organische Verbindung zwischen dem Seminar und der Präparandenanstalt herzustellen, wurde dieses aus der Schule gelöst, die Geschäfte übernahm Seminarlehrer Pechmann und als Unterrichtslokal wurde ab 1903 die ehemalige Grothsche Schule, Beckergrube 53, genutzt.

## Direktoren
| Name                      | Datum         | Bild |
| ------------------------- | ------------- | ---- |
| Johann Friedrich Petersen | 1807 bis 1845 |      |
| Hermann Friedrich Behn    | 1845 bis 1846 |      |
| Johann Carl Lindenberg    | 1846 bis 1885 |      |
| August Sartori            | 1885 bis 1894 |      |
| Paul Hoffmann             | 1895 bis 1903 |      |
| Albin Möbusz              | 1903 bis 1925 |      |